# Административно деление на Етиопия
Етиопия е разделена на 9 региона и 2 града със статут на регион. Страната е разделена на региони според народите, живеещи в тях. Регионите включват общо 68 зони, а зоните – общини (уореди).
Регионите (включително градовете със статут на региони) са:
| 1. град Адис Абеба 2. Афар 3. Амхара 4. Бенишангул-Гумуз 5. град Дире Дава | 1. Гамбела 2. Харари 3. Оромия 4. Сомали 5. Регион на южните нации 6. Тиграй |